# 沙丘系列遊戲列表
沙丘系列这一系列电子游戏游戏是根据赫伯特的第一部小说沙丘和《沙丘》电影改编而成，首先出现是一款融入了策略成分的角色扮演游戏。第二作采用“即时战略”概念而被认为是历史上即时战略游戏的先河。

## 系列作品
- 《沙丘》（1992年）
- 《沙丘2：新王朝》（1992年）
- 《沙丘2000》（1998年）
- 《沙丘魔堡：皇權爭霸》（2001年）
- 《法蘭克·赫伯特之沙丘（英语：Frank Herbert's Dune (video game)）》（2001年）
- 《沙丘：香料戰爭（英语：Dune: Spice Wars）》（2022年）
- 《沙丘：帝國（英语：Dune: Imperium）》（2024年）
- 《沙丘：覺醒》(2025年)